# Der letzte Mohikaner (1992)
Der letzte Mohikaner ist ein US-amerikanischer Historien- und Abenteuerfilm von Michael Mann und die bislang letzte filmische Umsetzung des Romans Der letzte Mohikaner von James Fenimore Cooper.

## Handlung
Zur Zeit des Franzosen- und Indianerkriegs kommt es im Jahr 1757 im Grenzland zu einem Gefecht zwischen den mit den Franzosen verbündeten Huronen und britischen Soldaten. Dabei werden die Töchter des britischen Colonels Munro, Cora und Alice Munro, sowie Major Heyward von Falkenauge, einem bei den Indianern aufgewachsenen Weißen, und den Mohikanern Chingachgook und Uncas gerettet. Heyward ist in Cora verliebt und hat mehrmals vergeblich um ihre Hand angehalten.
Falkenauge und seine Freunde versprechen, die Töchter des Colonels in das Fort William Henry zu bringen, das von der französischen Armee belagert wird. Auf dem Weg kommen sie an einer zerstörten Farm vorbei, die einer Siedlerfamilie gehörte, welche mit den drei Mohikanern befreundet war. Falkenauge teilt Heyward mit, dass er sich nicht an dem Kampf der Briten beteiligen werde, da er kein Untertan der britischen Krone sei.
Im Fort angekommen, gerät Falkenauge in einen Konflikt mit Colonel Munro, da dieser nicht die Übereinkunft zur Kenntnis nehmen will, dass die Siedler auf ihre Farmen zurückkehren dürfen, wenn diese angegriffen werden. Nachdem Falkenauge die auf Seiten der Briten kämpfenden Farmer und Indianer zum Verlassen des Forts beeinflusst hat, wird er des Hochverrats angeklagt und soll gehängt werden. Heyward, dem Falkenauge das Leben rettete, setzt sich nicht für ihn ein. Cora Munro, die sich in Falkenauge verliebt hat, versucht erfolglos, ihren Vater zur Freilassung Falkenauges zu bewegen. Die Briten werden des Nachts von den Franzosen beschossen und sehen ein, dass ihre militärische Lage aussichtslos ist. Mangels Vorräten und Munition müssen sie kapitulieren und dürfen das Fort nach einem Waffenstillstandsabkommen mit den Franzosen verlassen.
Schon kurz danach wird die britische Kolonne von den Huronen unter der Führung des Huronen-Unterhäuptlings Magua angegriffen: Das berüchtigte Fort-William-Henry-Massaker beginnt. Magua möchte Munro und seine Töchter töten, da er durch ihn indirekt seine gesamte Familie verloren hat. Ihm gelingt es, Munro zu töten. Im Schlachtgetümmel gelingt Falkenauge zunächst die Rettung der beiden Töchter des Colonels und die Flucht. Sie werden jedoch kurz darauf von den Huronen gefangen genommen. Der Sachem der Huronen entscheidet, dass Cora als Ausgleich für Maguas Verlust sterben soll und Alice Maguas neue Frau wird. Da Falkenauge kein Französisch spricht, bittet er Major Heyward, der des Französischen mächtig ist, darum, für ihn zu übersetzen. Falkenauge bietet sein Leben im Austausch für Coras. Heyward übersetzt jedoch so, dass er selbst als Austausch zurückbleibt. Der Sachem akzeptiert den Austausch. Falkenauge und Cora haben das Lager verlassen, als Major Heyward einem qualvollen Feuertod überantwortet wird. Um ihn von der Qual zu erlösen, tötet Falkenauge Major Heyward aus sicherer Entfernung mit einem Gewehrschuss in den Kopf. Währenddessen verfolgt Uncas Magua, der mit seinen Männern und Alice das Huronenlager verlassen hat.
Beim Kampf gegen Magua tötet dieser Uncas. Alice, die in ihn verliebt war, sieht nun keinen Ausweg mehr und folgt Uncas in den Tod, indem sie sich von einem Felsen stürzt. Chingachgook rächt seinen Sohn und tötet Magua. Er ist nun der letzte Mohikaner.

## Unterschiede zur Romanvorlage
- Im Roman sind Alice Munro und Major Heyward ein Paar und überleben am Ende auch.
- Im Gegensatz zum Film sind im Roman Falkenauge und Cora Munro kein Paar, sondern Cora und Uncas verlieben sich ineinander und sterben beide am Ende.
- Anders als im Film behält Magua nicht Alice Munro, sondern Cora Munro in seiner Gewalt.

## Rezeption
Neben der detaillierten Darstellung der Landschaften und Wälder der Neuenglandstaaten (gedreht wurde allerdings ausschließlich in North Carolina, dort sehr viel im Chimney Rock State Park) sowie der Soundkulisse wurde vor allem die Leistung des Hauptdarstellers Daniel Day-Lewis gelobt.

## Kritiken
„Die Neuverfilmung der berühmten Erzählung kontrastiert die Liebesgeschichte mit der brutalen Gewalt, die durch die Kolonialmächte ausgelöst wird, wobei auch die zivilisationskritischen Aspekte der Vorlage sehr konsequent umgesetzt werden. Ein formal durchaus bemerkenswerter, gut fotografierter und ausgezeichnet gespielter Film.“

„Im Jahr 1757 angesiedeltes Kolonialkriegsepos (…), das sich um eine Entromantisierung des Genres bemüht, dabei jedoch wenig tut, um das reaktionäre Porträt der amerikanischen Urbevölkerung zu korrigieren. Die Aufmerksamkeit des Regisseurs gehört mehr aufwendigen und harten Schlachtenpanoramen als der Psychologie der Figuren. Erstaunlich humorlos und kaum fesselnd.“

„Regisseur Michael Mann (…) würzt die „Lederstrumpf“-Adaption mit viel Action und der richtigen Prise Gefühl. Ein Highlight ist die relativ differenzierte Porträtierung der Indianer. Fazit: Ultraedel gefilmter Abenteuerklassiker.“

## Auszeichnungen
Der Film gewann bei der Oscarverleihung den Academy Award für den Besten Ton (Chris Jenkins, Doug Hemphill, Mark Smith, Simon Kaye).
Der Film erhielt auch folgende Auszeichnungen:
- den British Academy Film Award für die beste Kamera (Dante Spinotti)
- den British Academy Film Award für das beste Make-Up (Peter Robb-King)
- den BMI Film Music Award 1994 (Randy Edelman)
- den Evening Standard British Film Award für den besten Hauptdarsteller (Daniel Day-Lewis)
- ALFS Award für den besten britischen Schauspieler des Jahres (Daniel Day-Lewis)

Er war darüber hinaus für sechs weitere Auszeichnungen nominiert.

## Weitere Informationen
Daniel Day-Lewis lebte vor Beginn der Dreharbeiten einige Monate in der Wildnis, um sich auf seine Rolle als naturverbundener Trapper vorzubereiten.
Michael Mann gab zu, dass er vor oder während der Dreharbeiten niemals das Originalbuch von James Fenimore Cooper gelesen hatte.
Falkenauge heißt im Buch eigentlich Nathaniel (Natty) Bumppo, wird jedoch im Film Nathaniel Poe genannt, da man beim Originalnamen zu viel Gelächter beim amerikanischen Kinopublikum befürchtete.
Der See Lake Lure bei Asheville in North Carolina, der in vielen Einstellungen von oben zu sehen ist und den Lake George (New York) am Originalschauplatz darstellen soll, ist derselbe, in dem die Tanz-Übungsszenen für Dirty Dancing gedreht wurden.
Dennis Banks und Russell Means, beide Aktivisten des American Indian Movements, waren in dem Film mit Nebenrollen betraut.
Als Hauptthema des Soundtracks verwendete Trevor Jones das Instrumentalstück The Gael von Dougie MacLean.